# Trick 'r Treat
Trick 'r Treat är en amerikansk skräckfilm/svart komedi från 2009, skriven, regisserad och producerad av Michael Dougherty, baserad på hans kortfilm Season's Greetings. 

## Handling
Filmen är en antologi av fyra Halloween-relaterade skräckhistorier. Det som knyter samman de fyra berättelserna är närvaron av Sam (Quinn Lord), en mystisk liten figur, iklädd en smutsig orange pyjamas och en säck för huvudet. Han är med i alla berättelserna som en påminnelse för de som bryter mot Halloween-traditionerna.
Filmen inleds med att Emma (Leslie Bibb) och Henry (Tahmoh Penikett) har satt upp ett flertal spök-fågelskrämmor för Halloween på sin tomt. Emma försöker blåsa ut en jack-o'-lantern vid deras staket, men Henry säger åt henne att inte göra det, eftersom det bryter mot traditionen. Men hon blåser ändå ut det. Medan Henry inomhus väntar på att Emma ska ta ner dekorationerna, blir hon mördad med en stor pumpa-klubba av en okänd angripare. Senare går Henry ut och hittar Emmas avhuggna huvud upphängt på en av spök-fågelskrämmorna.

## Om filmen
Filmen var från början tänkt att släppas den 5 oktober 2007, men i september annonserades det att filmen hade blivit framskjuten. Warner Bros. och Legendary Pictures släppte filmen direkt till video den 6 oktober 2009 i USA, och den 21 oktober i Sverige.

## Rollista
- Quinn Lord som Sam
- Dylan Baker som Steven Wilkins
- Rochelle Aytes som Maria
- Anna Paquin som Laurie
- Brian Cox som Mr. Kreeg
- Britt McKillip som Macy
- Lauren Lee Smith som Danielle
- Isabelle Deluce som Sara
- Jean-Luc Bilodeau som Schrader
- Alberto Ghisi som Chip
- Samm Todd som Rhonda
- Moneca Delain som Janet
- Tahmoh Penikett som Henry
- Brett Kelly som Charlie
- Leslie Bibb som Emma
- Connor Christopher Levins som Billy Wilkins
- Christine Willes som Mrs. Henderson
- Patrick Gilmore som Bud
- C. Ernst Harth som Giant Baby